# 삼천포시·사천군·하동군
삼천포시·사천군·하동군은 대한민국의 옛 국회의원 선거구이다. 당시 경상남도 삼천포시, 사천군, 하동군 지역을 관할했다.

## 역사
제6대 국회의원 선거를 앞두고 삼천포시 선거구, 사천군 선거구, 하동군 선거구가 통합되면서 신설되었다.
제8대 국회의원 선거를 앞두고 삼천포시·사천군 선거구와 하동군 선거구로 분리되면서 폐지되었다.

## 역대 국회의원
| 선거   | 정당 | 정당       | 의원   |
| ------ | ---- | ---------- | ------ |
| 1963년 |      | 민주공화당 | 김용순 |
| 1967년 |      | 민주공화당 | 김용순 |

## 역대 선거 결과

### 대한민국 제6대 국회의원 선거
|  | 62.14% |

|  | 14.86% |

|  | 11.93% |

|  | 10.10% |

|  | 0.94% |

### 대한민국 제7대 국회의원 선거
|  | 64.31% |

|  | 33.34% |

|  | 2.34% |